# Ерофеев, Григорий Кириллович
Григорий Кириллович Ерофеев (1878—?) — русский военный деятель, полковник (1916). Герой Русско-японской и Первой мировой войн.

## Биография
В 1896 году получил домашнее образование и вступил в службу вольноопределяющимся в Имеретинский 157-й пехотный полк. В 1899 году после окончания Виленского военного училища произведён в подпоручики и выпущен в Лифляндский 97-й пехотный полк. в 1903 году произведён в поручики. С 1904 года участник Русско-японской войны, в 1905 году был ранен. В 1907 году «за отличие» произведён в штабс-капитаны. 19 сентября 1907 года «за храбрость» был награждён орденом Святого Георгия 4-й степени.
С 1913 года после окончания Николаевской академии Генерального штаба по I разряду назначен ротным командиром Тираспольского 131-го пехотного полка. С 1914 года участник Первой мировой войны, ротный командир Лифляндского 97-го пехотного полка и обер-офицер для поручений при штабе 21-го армейского корпуса..  20 ноября 1915 года «за храбрость» был награждён Георгиевским оружием.
В 1916 году произведён в полковники с назначением штаб-офицером для поручений при штабе 21-го армейского корпуса. С 1917 года и.д. начальника штаба 27-й пехотной дивизии. С 9 октября 1917 года командир 110-го Камского пехотного полка.
После октября 1917 года участник Гражданской войны в составе ВСЮР. С 1918 года начальник штаба 3-й Дроздовской дивизии Добровольческой армии. С  1920 года начальник 2-й Донской стрелковой бригады.  С 1922 года в эмиграции в Югославии.

## Награды
- Орден Святой Анны 4-й степени (ВП 29.10.1906)
- Орден Святого Станислава 3-й степени с мечами и бантом (ВП 15.08.1907)
- Орден Святого Георгия 4-й степени (ВП 19.09.1907)
- Орден Святого Станислава 2-й степени (1913; Мечи к ордену — ВП 15.12.1915)
- Орден Святой Анны 2-й степени с мечами (ВП 15.01.1915)
- Орден Святого Владимира 4-й степени с мечами и бантом (ВП 16.02.1915)
- Георгиевское оружие (ВП 20.11.1915)